# Unterbach (Düsseldorf)
Unterbach ist seit der kommunalen Neugliederung von 1975 ein Stadtteil von Düsseldorf, der Landeshauptstadt Nordrhein-Westfalens. Bis dahin war es ein Ortsteil von Erkrath. Ein Teil Unterbachs, genannt Unterfeldhaus, wurde bei der Neugliederung abgespalten und verblieb als nun eigenständiger Stadtteil bei Erkrath. Zu Unterbach hinzugefügt wurde dabei das Gebiet um den Elbsee der Stadt Hilden, der naturgeschützte Teil des Eller Forst sowie ein östlicher Zipfel des Düsseldorfer Stadtteiles Vennhausen, dessen Bebauung übergangslos an diejenige Unterbachs anschloss und schon zuvor mit ihm eine kulturelle Einheit bildete. In Unterbach befindet sich mit dem Unterbacher See und dem Elbsee ein bedeutendes Naherholungsgebiet des Großraums Düsseldorf mit dem größten Badesee im näheren Umkreis.
Am nordöstlichen Ende von Unterbach soll ein neues Wohnquartier "Wohnen im Hochfeld" errichtet werden, wo 360 neue Wohnungen und eine Kindertagesstätte entstehen sollen. Die ersten Bauabschnitte wurden Ende 2022 fertiggestellt, bis Ende 2023 sollen die Arbeiten an Abschnitt 3 von insgesamt 4 Bauabschnitten beendet worden sein.

## Lage

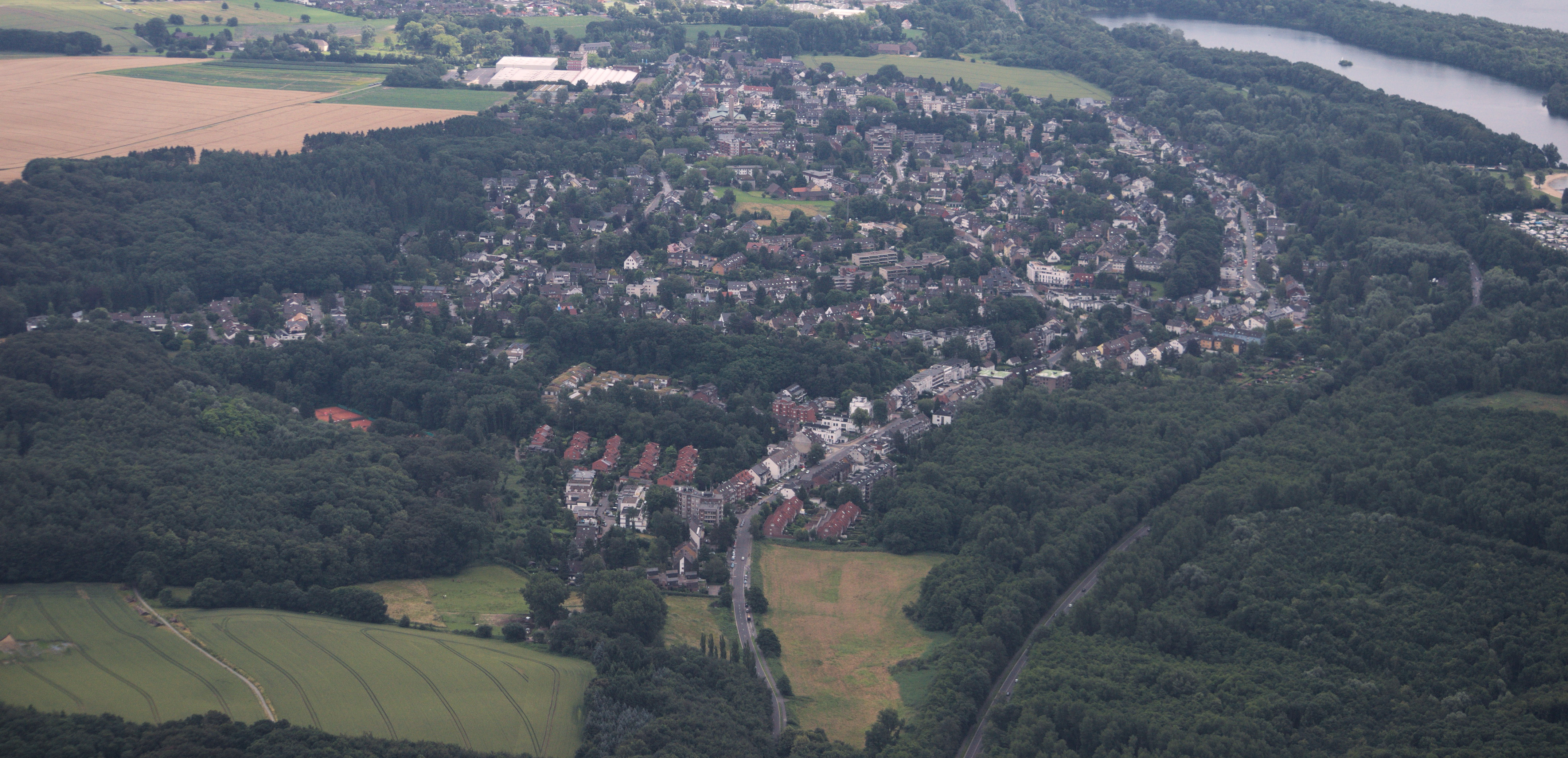
Düsseldorf-Unterbach

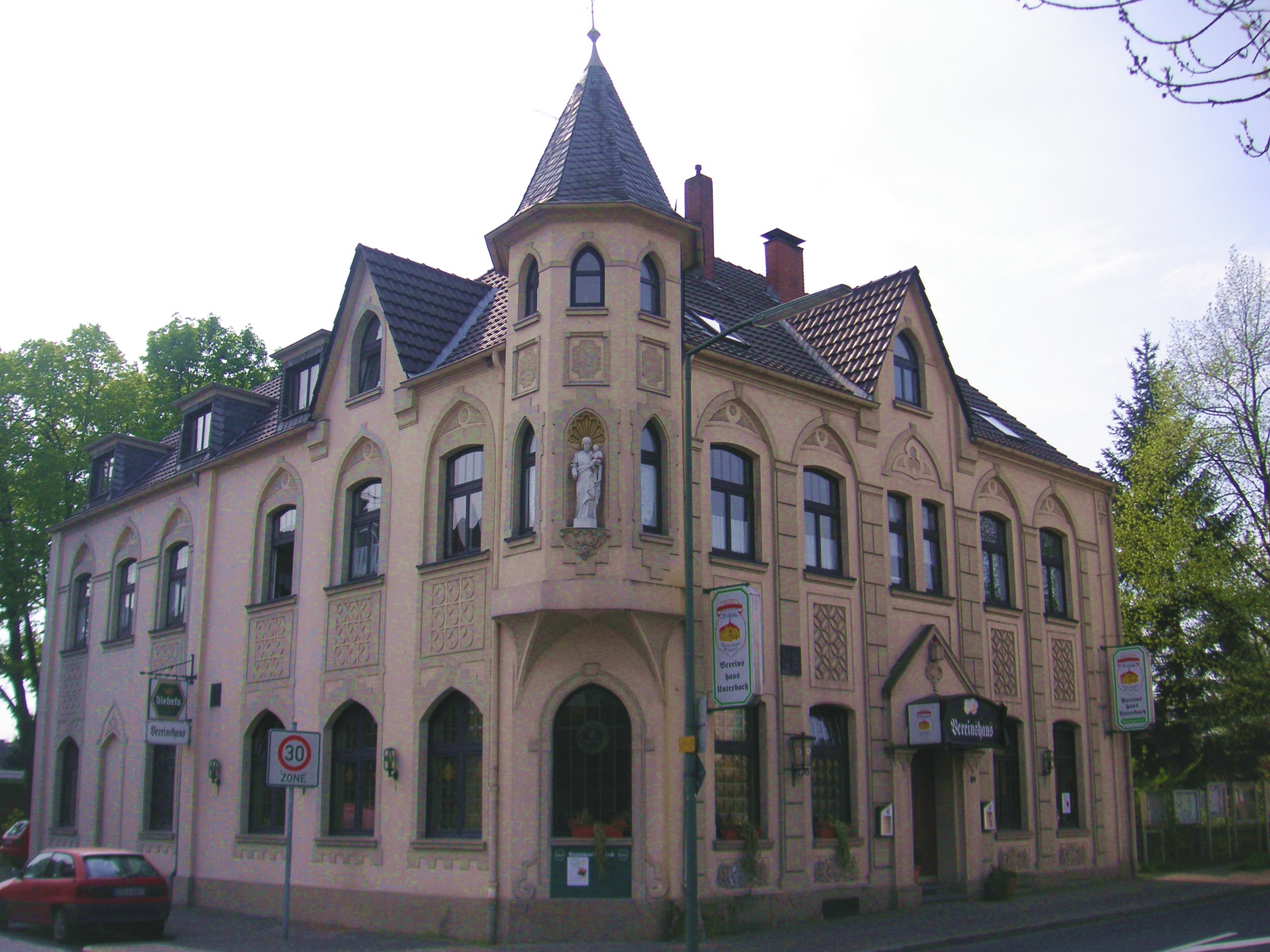
Vereinshaus Unterbach

Unterbach liegt im Südosten der Stadt Düsseldorf und ist mit einer Fläche von 9,12 km² flächenmäßig der fünftgrößte Stadtteil Düsseldorfs. Ein großer Teil dieser Fläche ist das Naherholungsgebiet Unterbacher See, dem sich nur durch die A 46 getrennt der Elbsee anschließt. Davon, dass in Unterbach ebenso wie im Nachbarort Düsseldorf-Vennhausen rund um den See eine Moorkolonisierung betrieben wurde, zeugen Straßennamen wie Vennstraße sowie Großer und Kleiner Torfbruch. Unterbach ist durch einen Waldgürtel von den anliegenden Stadtteilen Düsseldorfs getrennt. Die ersten Ausläufer des bergischen Landes begrenzen hier die niederrheinische Ebene und geben Unterbach einen, im Vergleich zum restlichen Düsseldorf, hügeligen Charakter. So zieht sich Unterbach beginnend am Unterbacher See den Fuß des Korresbergs hinauf, der sich hinter der geschlossenen Bebauung auf dem Stadtgebiet von Erkrath bis zu einer Höhe von 108 Metern erhebt. Diese Lage, das Naherholungsgebiet Unterbacher See/Eller Forst und der teilweise auf Erkrather Gebiet liegende Unterbacher Forst machen es zu einem Stadtteil mit hohem Wohnwert. Unterbach hat rund 7.829 Einwohner (Stand: Dezember 2019), mit einer im städtischen Vergleich geringen Bevölkerungsdichte von 838 Einwohnern pro Quadratkilometer.

## Geschichte

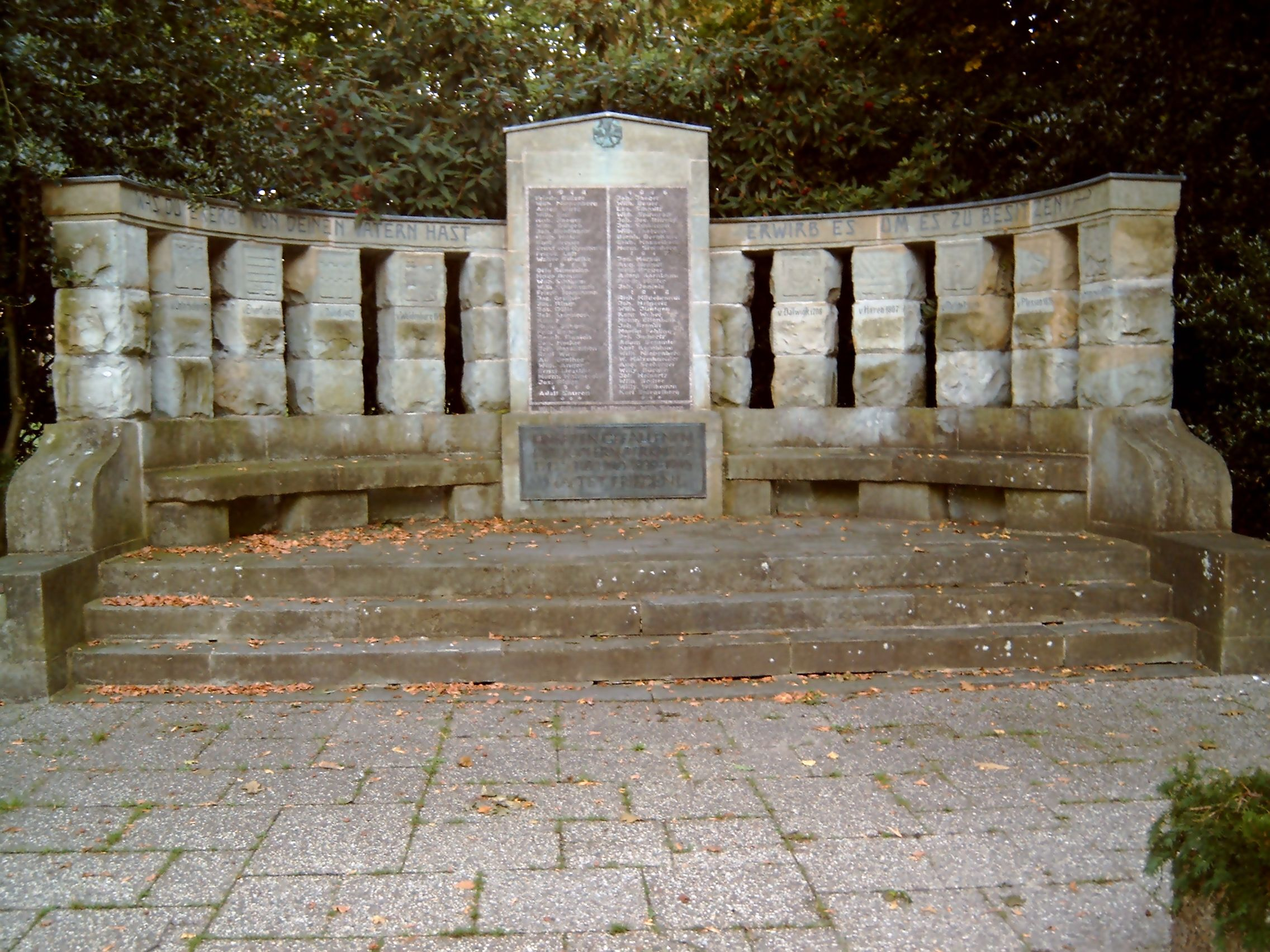
Unterbacher Denkmal (die Namen der Herren von Haus Unterbach sind in die Pfeiler gemeißelt)

Der östliche Teil des heutigen Stadtteils Unterbach lag an der historischen Handelsstraße Mauspfad. Für das frühe 11. Jahrhundert wird am heutigen östlichen Ortsrand ein wehrhafter Wohnhügel vermutet. Aus diesem hat sich später ein Rittersitz entwickelt. 1169 wurden eine Wasserburg und deren Besitzer, Heriman de Onterbeke, urkundlich erwähnt. Die Burg war Zufluchtsort und Fronhof der Bauern aus den umliegenden Höfen. Die später Haus Unterbach genannte Burg wurde zum Namensgeber und Keimzelle des Ortes Unterbach, der sich langsam als Straßendorf entwickelte.
Einer der ältesten Höfe, „Gut Rothenberg“, wurde 1312 urkundlich erwähnt und besteht heute noch. Die heute in Erkrath-Unterfeldhaus befindliche „Rohrsmühle“ besteht mindestens seit 1584. Im Jahr 1628 führten die Herren von Unterbach als Eigentümer dieser Mühle einen Prozess vor dem Reichskammergericht um die Mahlgerechtigkeit gegen die Besitzer von Haus Morp.
Unterbach entwickelte sich zunächst entlang der jetzigen Gerresheimer Landstraße, die heute noch die Hauptstraße des Stadtteiles darstellt. Hier wurde 1561 das Zoll- und Gasthaus Am Zault erwähnt. Die Gaststätte nebst angeschlossenem Hotel besteht noch heute. Im Jahre 1715 zählte Unterbach lediglich fünf Häuser. Erst um 1800 hatte sich um Haus Unterbach ein kleiner Ort gebildet. 1810 wurde eine erste Privatschule gebaut, in der etwa 30 Kinder unterrichtet wurden. Einer der ersten Lehrer war Theodor Brors. Dessen Sohn Franz Jos. Brors war die erste Person, welche sich um die Geschichte des Ortes und dessen Umgebung bemühte und für die Nachwelt geordnet aufzeichnete. Das kleine Schulhaus im Fachwerkstil wurde 1958 abgerissen und durch die heutige Carl-Sonnenschein-Schule ersetzt. Nachdem die kleine Gemeinde 15 Jahre lang Geld für den Bau einer Kirche gesammelt hatte, konnte schließlich 1881 der Grundstein für ein katholisches Gotteshaus gelegt werden. Das 1883 eingeweihte Gebäude musste jedoch bereits 1967 wegen Baufälligkeit wieder abgerissen werden. Zur Kirche gesellte sich 1908 das vom Architekten Josef Kleesattel entworfene katholische Vereinshaus. Das Gebäude wurde 1987 unter Denkmalschutz gestellt. Zusammen mit dem Gasthof Am Zault bildet das Vereinshaus das Zentrum des öffentlichen und kulturellen Lebens Unterbachs, welches von den ortsansässigen Vereinen geprägt ist.
1923 wurde in den „Unterbacher Benden“, einem ehemaligen Rheinarm und Feuchtgebiet, mit der Gewinnung von Kies begonnen. 1935 war bereits ein großes Baggerloch entstanden, wo sich früher der Eselsbach befand. Am 31. Dezember 1942 starben fünf Menschen bei einem Bombenangriff, der die Gebäude des Bauernhofes „Gut Rothenberg“ weitgehend zerstörte.
In der Nachkriegszeit setzte eine große Bautätigkeit in Unterbach ein. 1949 entstanden erste Siedlungen für Neubürger an der Flachskampstraße. Es folgten Siedlungen am Heidberg und Silberberg. Bereits 1951 waren die ersten Häuser bezugsfertig. Mitte der 1950er Jahre entstand die Siedlung am Weyersberg und ab 1961 wurde das Gebiet um das ehemalige Weberhaus „Hexkotten“ bebaut. 1954 wurde der Bendensee zum Badesee erklärt, im Zuge dessen zum Unterbacher See umbenannt und 1959 ein erstes Badehaus am Nordstrand des Sees eingerichtet.

### Kuriosum kommunale Neugliederung
Am 1. Januar 1975 wurden im Rahmen des vom NRW-Landtag beschlossenen Düsseldorf-Gesetz weite Teile Unterbachs von Erkrath nach Düsseldorf umgegliedert. Ein Teil Unterbachs, genannt Unterfeldhaus, verblieb als nun eigenständiger Stadtteil in Erkrath. Die kuriose Grenzziehung entlang der Hauptstraße machte gegenüber lebende Nachbarn von einem Tag auf den anderen zu Bürgern verschiedener Städte. Bis zur Eingemeindung hieß diese Hauptstraße Gerresheimer Straße. Da dieser Straßenname schon in Düsseldorf existierte, wurde sie – auch auf dem in Erkrath verbliebenen Teilstück – in Gerresheimer Landstraße umbenannt. Dabei wurde die durchgehende Hausnummerierung grenzüberschreitend beibehalten. Auch das Haus Unterbach als die Urzelle Unterbachs sowie Teile des Unterbacher Forstes und der Sportplatz des Fußballvereins SC Unterbach blieben auf Erkrather Gebiet. Trotz dieser administrativen Trennung gestalten sich das kulturelle, kirchliche und Vereinsleben in Unterbach und Unterfeldhaus wie in einem einzigen Ortsteil. Alle Vereine richten ihr Angebot auf beide Orte aus. Zudem besuchen viele Unterbacher Kinder weiterführende Schulen in Erkrath. Die Kirchen beider Konfessionen bilden mit ihren jeweiligen Pendants in Unterfeldhaus und Erkrath eine Verwaltungseinheit.
Da viele Unterbacher Straßennamen bereits in Düsseldorf existierten, musste etwa die Hälfte zur eindeutigen Kennzeichnung umbenannt werden.

## Politik
Nur zwei Parteien haben eigene Ortsverbände in Unterbach, die CDU und die SPD. Grüne und die FDP organisieren sich dagegen in Stadtbezirksgruppen.

## Kultur

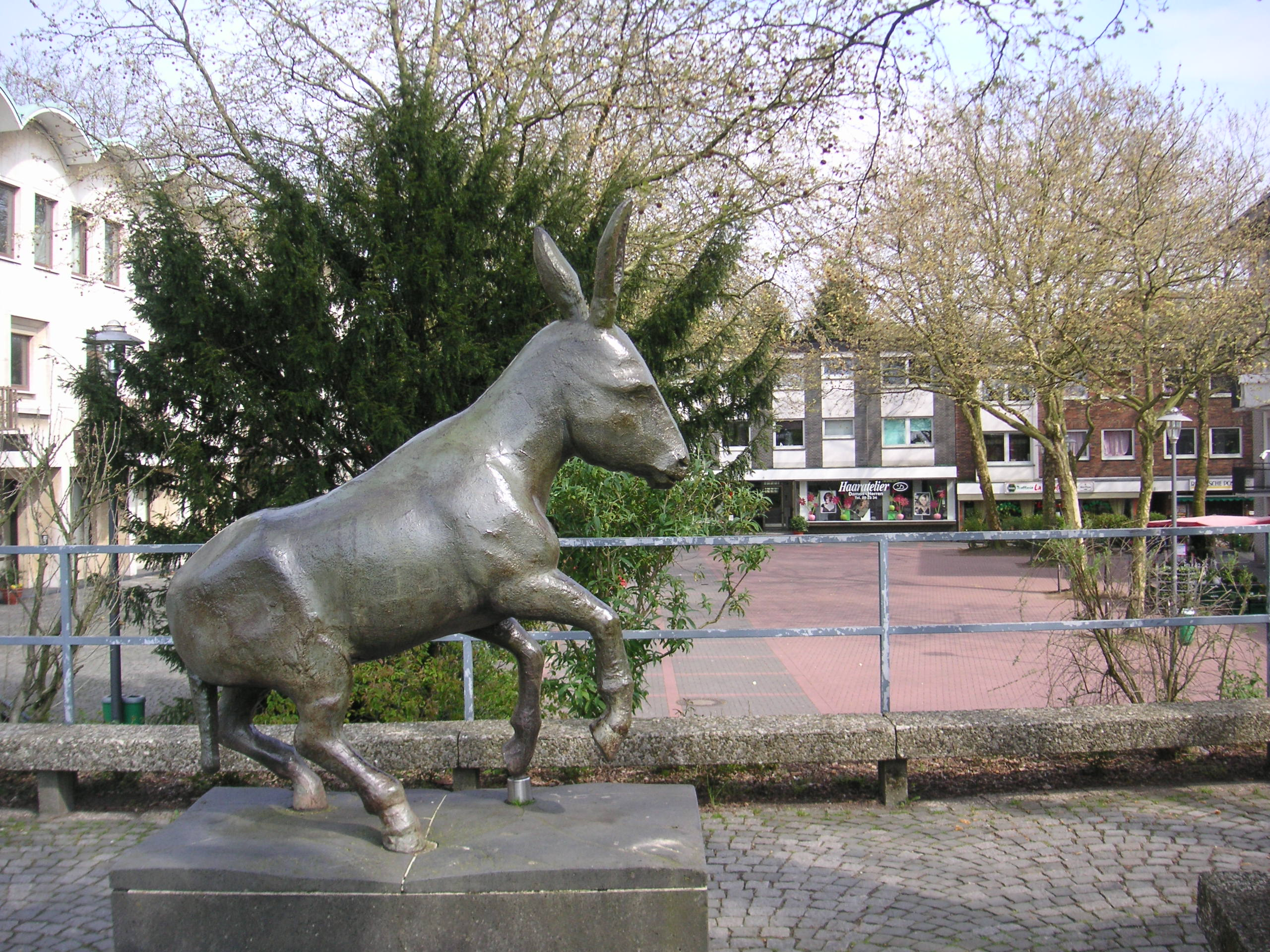
Eselsdenkmal mit dem Breidenplatz im Hintergrund

Unterbach hat sich als von Düsseldorf räumlich getrennter Stadtteil seinen dörflichen Charakter bewahrt und wird von einem regen Vereins- und Kirchenleben geprägt. Eine einzigartige Stellung hat sich Unterbach innerhalb des Düsseldorfer Karnevals bewahrt: Es ist der einzige Stadtteil mit eigenständigem Karnevalsausschuss, Prinzenpaar und Umzug. Hier lag auch die Keimzelle zu den im Großraum Düsseldorf bekannten, in Halbmundart singenden Bands „Halve Hahn“ und „Alt-Schuss“. Letztere hatte ihren größten Hit mit „Die Sterne funkele“, welches ursprünglich das Mottolied der Session 1997 im Unterbacher Karneval war. Das Einzugsgebiet der Veranstaltungen und insbesondere des Umzugs im Unterbacher Karneval, das insbesondere durch den Karnevalsausschuß Unterbach 1957 e. V. gepflegt wird, reicht bis in die umliegenden Städte.
Am Breidenplatz befindet sich die Geschäftsstelle des Landesverbands der Musikschulen in Nordrhein-Westfalen e. V. im Verband deutscher Musikschulen.
Das Wappentier Unterbachs ist ein über den hier befindlichen Eselsbach springender Esel. So ist im Ortszentrum am „Breidenplatz“ ein in Bronze gegossener Esel aufgestellt. Der Narrenruf ist in Unterbach der Eselslaut „I-A“ entgegen dem „Helau“ im restlichen Düsseldorf. Auch der Karnevalsumzug wird von einem lebenden Esel angeführt. Neubürger können sich zum Esel schlagen lassen. Diese Eselskultur findet ihren Ursprung darin, dass Düsseldorf teilweise aus und auf dem Sand erbaut wurde, der aus der Auskiesung des Unterbacher Sees und dessen Umgebung stammte. Der Sand wurde früher entlang dem Eselsbach und dem heute noch so benannten Sandträgerweg auf dem Rücken von Eseln transportiert. Die Bemerkung „Die Unterbacher Esel kommen“ bezog sich dann nicht nur auf die Tiere.
Der Eselsbach durchfließt hinter Unterbach den benachbarten Stadtteil Eller sowie dessen Schlosspark. Dort mündet er in die südliche Düssel.

## Sport
In Unterbach bieten vier größere Vereine ein breites Sportangebot. Der SC Unterbach verfügt über zwei große Sportplätze und ein Clubhaus in Unterfeldhaus, wo Fußball und Handball gespielt werden. In Waldlage befindet sich der Unterbacher Tennisclub und am See gibt es einen Segelclub. Darüber hinaus existieren zwei Bootshäuser für schulgebundene Rudervereine zweier Gymnasien. Die beiden Unterbacher Grundschulen bieten jeweils in der vierten Klasse einen Segelkurs für die Kinder an.

### TV Unterbach
Der Turnverein 1905 Unterbach e. V. legt seinen Fokus auf ein vielfältiges Angebot. Der Verein und Unterbach wurden bundesweit im Trampolinturnen mit einem erstmaligen Erfolg eines Deutschen Schülermeisters und einem gleichzeitig errungenen dritten Platz der Schülermannschaftsmeisterschaft im Jahre 1968 bekannt. Mit dem weiteren Aufstieg wurde der Verein in den Jahren 1978, 1979, 1980, 1982 und 1984 in dieser Disziplin deutscher Meister, stellte zahllose weitere deutsche und europäische Titel, einen Vizeweltmeister sowie den Großteil der deutschen Nationalmannschaft, wobei dieser unter Vereinsbeteiligung der Gewinn der Weltmeisterschaft 1986 in Paris gelang. Zudem stellte der Verein in 25 Jahren die Leitung der Trampolin-Bundesliga.
Internationale Pionierarbeit leistete der Vereine mit der Durchführung des Unterbach-Cup als erstem und zu dieser Zeit höchststehenden europäischen Wettkampf für Schüler und Jugendliche, zuletzt mit Beteiligung aus anderen Kontinenten. In diesem Konzept sollten sowohl internationale Jugendbegegnung, Breiten- als auch Leistungsaspekte innerhalb des Trampolinsports zur Wirkung kommen. Die zweitägige Veranstaltung zählte alljährlich über 200 in Gastfamilien untergebrachte Teilnehmer. In mehreren parallelen Veranstaltungen wurden die besten Teilnehmer ermittelt, die in einer Schlussveranstaltung vor Fernsehkameras die europäische Leistungsspitze unter sich ausmachten.
37 Jahre fehlte dem TV Unterbach als einzigem Verein Düsseldorfs mit heute bundesdeutscher und historischer Weltbedeutung seit der Eingemeindung Unterbachs dorthin eine Trainings- und Veranstaltungsstätte mit einer für den Trampolinsport ausreichenden Deckenhöhe. So turnt der Verein derzeit in der zweiten Bundesliga. Erst im April 2012 konnte eine Dreifach-Turnhalle eingeweiht werden, die zukünftig auch als Bundesleistungszentrum und somit dem Training der deutschen Nationalmannschaft dient. Wegen einer langen Standortsuche, konnten die schon seit 2004 im Haushalt der Stadt Düsseldorf eingestellten Mittel in Höhe von vier Millionen Euro nicht zur Wirkung kommen.
Zumindest in der Disziplin Doppelminitrampolin, die auch in niedrigen Hallen trainiert werden kann, konnte die Mannschaft des Vereins im Jahre 2008 mit dem Gewinn der deutschen Vizemeisterschaft an alte Erfolge anknüpfen. Eine Jugend-Vizeweltmeisterin sowie der Titelgewinn der deutschen Meisterschaft steht für das Jahr 2011 im Trampolin-Synchronturnen zu Buche. 1974 und 2008 richtete der Verein das Finale der Trampolin-Bundesliga und damit den Endkampf um die deutsche Meisterschaft aus.
Auch die Jazz- und Modern-Dance-Mannschaft vom TV 1905 Unterbach e. V., Saltare, ist 2009 in die zweite Bundesliga aufgestiegen.

## Wirtschaft
Unterbach hat als nahezu reiner Wohnort nur wenig wirtschaftliche Bedeutung. Die einzige große Einrichtung war eine Regionalverwaltung mit Auslieferungslager der Rewe Group, die im Januar 2011 geschlossen wurde. Bis November 2007 firmierte diese Niederlassung noch unter dem Namen Deutscher Supermarkt GmbH, einer Tochter der 1988 von Rewe übernommenen Leibbrand oHG.
Daneben gibt es zwei Hotelbetriebe sowie die Freizeiteinrichtungen rund um den Unterbacher See, mit zwei Freibädern, mehreren gastronomischen Einrichtungen, Hochseilklettergarten, Segel- und Surfschule sowie zwei Campingplätzen. Rund um den „Breidenplatz“ und entlang der „Gerresheimer Landstraße“ befinden sich die für ein Unterzentrum typischen Einrichtungen des täglichen Bedarfs, darunter auch gut 20 Einzelhandelsgeschäfte.

## Verkehr
Auf dem Gebiet von Unterbach befindet sich ein Teilstück der A 46 sowie deren Anschlussstelle 27, die mit Erkrath – Düsseldorf-Unterbach beschildert ist. Gleich 500 Meter weiter am Hildener Kreuz bildet diese mit der A 3 und somit der Europastraße 35 einen Eckpunkt des Autobahnrings Düsseldorf. Bundesstraßen tangieren den Stadtteil nicht, die Landesstraße 404 umfährt dessen bebauten Kern südlich und bindet den Unterbacher See an. Die Gleise der Bahnstrecke Düsseldorf–Solingen mit der S-Bahn Linie S 1 bilden die südwestliche Stadtteilgrenze, ohne dass hier ein Halt existiert.
Der öffentliche Nahverkehr wird durch Busse der Rheinbahn AG im Verkehrsverbund Rhein-Ruhr (VRR) sichergestellt. Zentraler Umsteigepunkt ist in Unterbach die Haltestelle Am Zault, an der tagsüber die Buslinien 735, 737, 781 und O 6 halten. Nachts am Wochenende ist hier die stündliche Zeitvertaktung der Discolinien DL 4 und des Nachtexpresses NE 6 sichergestellt. Zwei Haltestellen weiter in Unterfeldhaus – Neuenhausplatz ist die Schnellbuslinie 780 erreichbar. Die Buslinie 891 fährt als Shuttlebus im Sommer bei schönem Wetter abseits des Ortskerns den Südstrand des Unterbacher Sees an.
Die Tages- und Nachtlinien fahren S-Bahnhöfe in 3 bis 5 km Entfernung sowie den Düsseldorfer Hauptbahnhof direkt an. In der Reihenfolge der Entfernung sind dies: mit O 6 und DL 4 zum Bahnhof Erkrath (S 8, S 68), mit 737 zum Bahnhof Düsseldorf-Gerresheim (S 8, S 28, S 68), mit DL 4 und 781 zum Haltepunkt Hilden-Süd (S 1), mit 735 und NE 6 zum Bahnhof Düsseldorf-Eller (S 1) und Haltepunkt Düsseldorf-Eller Süd (S 68) sowie mit 737 und NE 6 zum Düsseldorfer Hauptbahnhof. Die S 1 fährt weiter zum Flughafen Düsseldorf.

## Kirchen

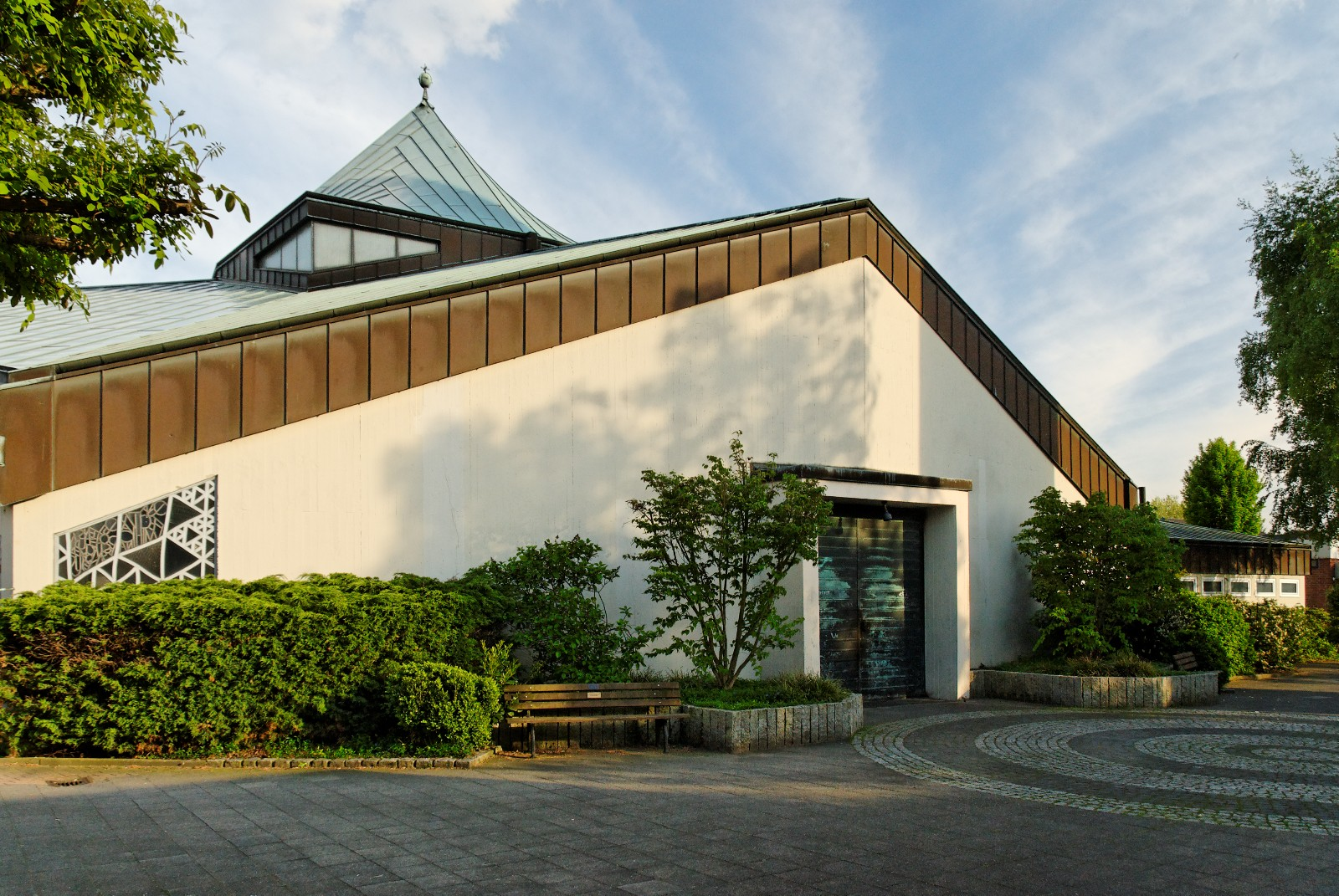
St. Mariä Himmelfahrt

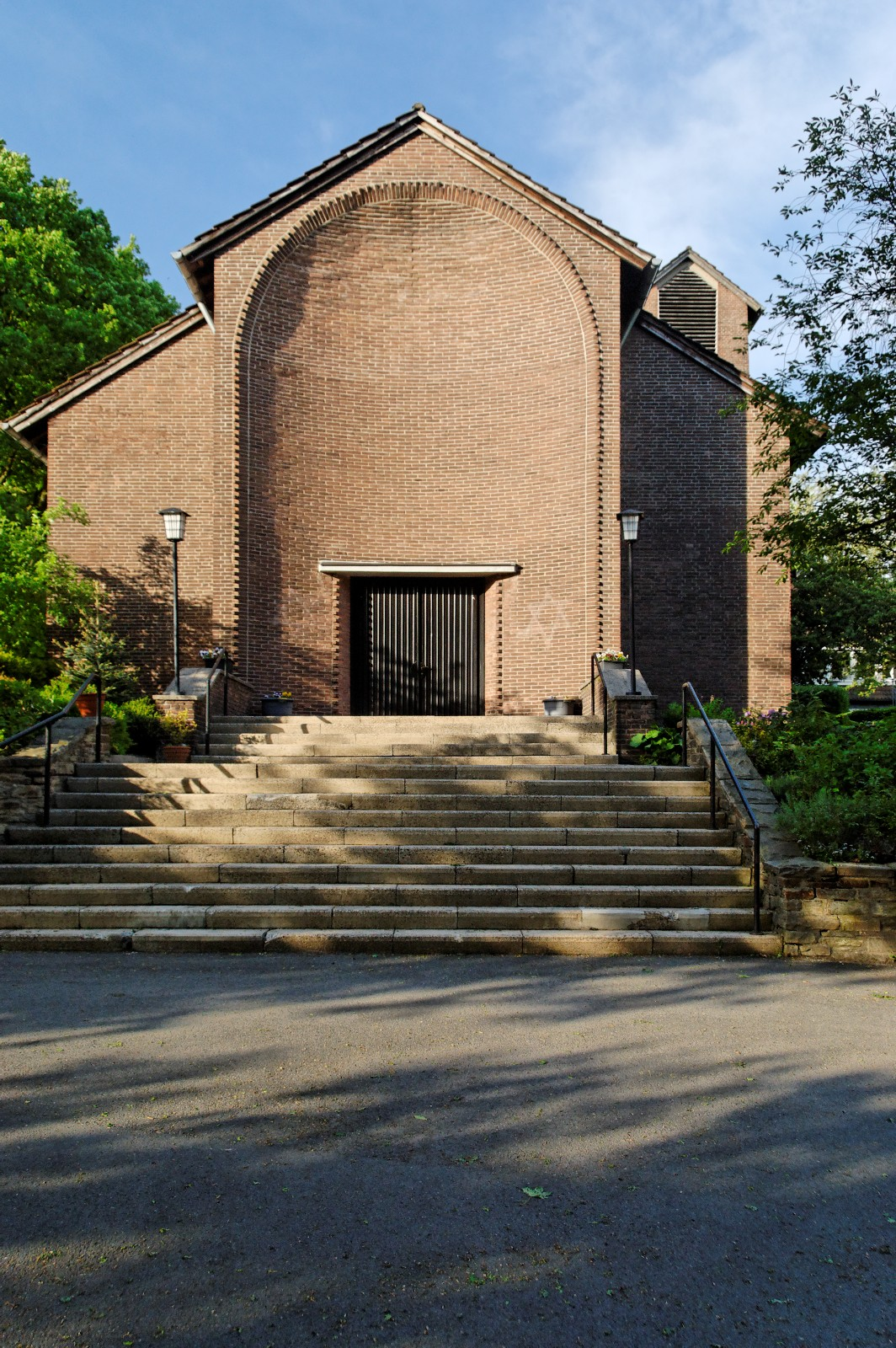
Paul-Gerhardt-Kirche

In Unterbach existieren am Wittenbruchplatz die von Josef Lehmbrock erbaute römisch-katholische Kirche Sankt Mariä Himmelfahrt und in der Brorsstraße die evangelische Paul-Gerhardt-Kirche. Zudem gibt es eine Kapelle auf dem Unterbacher Friedhof, der sowohl eine städtische als auch eine Abteilung für jede der beiden Konfessionen bereitstellt.

## Brauchtum
In Unterbach gibt es zwei Vereine, die sich für die Brauchtumspflege einsetzen, zum einen die St. Hubertus Schützenbruderschaft Unterbach 1870 e. V. und zum anderen den Karnevalsausschuß Unterbach 1957 e. V.

## Schulen
- Carl-Sonnenschein-Schule – katholische Grundschule, Gerresheimer Landstraße 89
- Wichernschule – städtische Grundschule, Brorsstraße 5

## Kindergärten
- Katholischer Kindergarten, Wittenbruchplatz 24
- Kindergarten Rabenhort, Brorsstraße 5
- Städtischer Kindergarten, Gerresheimer Landstraße 91
- Evangelische Kindertagesstätte „Regenbogenland“
- Kindertagesstätte „Kinderparadies“ GbR

## Persönlichkeiten

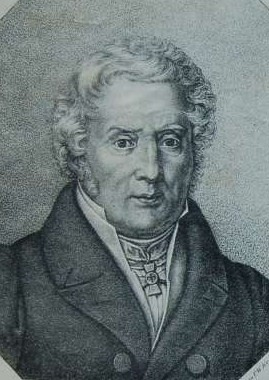
Philipp von Pestel war Herr auf Haus Unterbach und Oberpräsident der Rheinprovinz.

### Söhne und Töchter der Stadt
Folgende bekannte Persönlichkeiten stammen aus Unterbach:
- Heiner Baltes, Fußballspieler, früherer Bundesliga-Profi für Fortuna Düsseldorf mit 279 Einsätzen und 11 Toren, zweimaliger deutscher Pokalsieger und Europapokalfinalist

### Weitere Persönlichkeiten
Folgende Persönlichkeiten sind nicht in Unterbach geboren, haben aber dort gewirkt:
- Joseph-Theodor Blank, CDU-Bundestagsabgeordneter von 1983 bis 2002, wuchs in Unterbach auf.[19] Auf sein Wohnhaus in Erkrath wurde 1995 ein Sprengstoffanschlag mit linksradikalem Hintergrund durch die Antiimperialistischen Zellen (AIZ) verübt.[20]
- Dirk Elbers, ehemaliger Oberbürgermeister von Düsseldorf, wuchs in Unterbach auf.[21][22]
- Friedrich Karl Florian, ehemaliger Gauleiter der NSDAP von Düsseldorf, wohnte einige Jahre in Unterbach.[23]
- Josef Lehmbrock, Architekt der Kirche St. Mariä Himmelfahrt, lebte zeitweilig in Unterbach[24]
- Philipp von Pestel,[25] * 11. Oktober 1767, † 9. Juli 1835, residierte in Haus Unterbach und war 1816–1831 Regierungspräsident für den Regierungsbezirk Düsseldorf sowie 1831–1834 Oberpräsident der Rheinprovinz.
- Jürgen Roters, Jurist, Verwaltungsbeamter und Kölner Oberbürgermeister, lebte von 1987 bis 2009 in Unterbach und betätigte sich in einer lokalen Bürgerinitiative.[26]
- Joachim Vobbe, 1995–2010 Bischof und damit oberster Vertreter der Alt-Katholischen Kirche in Deutschland, wohnte und wirkte bis zu seinem Religions-Übertritt als Priester in der römisch-katholischen Pfarrgemeinde St. Mariä Himmelfahrt zu Unterbach.
- Lord Leo, bürgerlich Klaus-Peter Lietz, heute noch aktives und Gründungsmitglied der Rockband The Lords wohnt in Unterbach. Dort hat die Band auch ihren Sitz.[27][28][29]